# رفح (مصر)
رفح نام شهر و شهرستانی در استان شمال سیناء مصر است.